# Кенейдіан (Оклахома)
Кенейдіан (англ. Canadian) — місто (англ. town) в США, в окрузі Піттсбург штату Оклахома. Населення — 143 особи (2020).

## Географія
Кенейдіан розташований за координатами 35°10′27″ пн. ш. 95°38′59″ зх. д. / 35.17417° пн. ш. 95.64972° зх. д. (35.174143, -95.649647).  За даними Бюро перепису населення США в 2010 році місто мало площу 1,90 км², уся площа — суходіл.

## Демографія
Згідно з переписом 2010 року, у місті мешкало 220 осіб у 77 домогосподарствах у складі 62 родин. Густота населення становила 116 осіб/км².  Було 98 помешкань (51/км²).
Расовий склад населення:
| - 80,5 % — білих - 10,9 % — корінних американців - 2,3 % — осіб інших рас |

До двох чи більше рас належало 6,4 %. Частка іспаномовних становила 3,6 % від усіх жителів.
За віковим діапазоном населення розподілялося таким чином: 25,5 % — особи молодші 18 років, 60,4 % — особи у віці 18—64 років, 14,1 % — особи у віці 65 років та старші. Медіана віку мешканця становила 40,0 року. На 100 осіб жіночої статі у місті припадало 103,7 чоловіків;  на 100 жінок у віці від 18 років та старших — 105,0 чоловіків також старших 18 років.
Середній дохід на одне домашнє господарство  становив 47 238 доларів США (медіана — 46 250), а середній дохід на одну сім'ю — 45 746 доларів (медіана — 45 000). За межею бідності перебувало 16,2 % осіб, у тому числі 13,2 % дітей у віці до 18 років та 0,0 % осіб у віці 65 років та старших.
Цивільне працевлаштоване населення становило 73 особи. Основні галузі зайнятості: роздрібна торгівля — 23,3 %, виробництво — 21,9 %, освіта, охорона здоров'я та соціальна допомога — 17,8 %.